# Мови Косова
Мови Косова — мови, що використовуються населенням Косова а також державними структурами та іншими установами.
Офіційними мовами Косова є албанська та сербська мови. Крім них на території держави поширені хорватська, чорногорська, боснійська, турецька мови, а також горанський говір та деякі діалекти циганської.

## Албанська мова
Так звані косовари, носії косово-метохійського діалекту албанської мови, який є східним різновидом північногегського варіанту гегського, складають 92 % країни. Різке збільшення албаномовного населення сталося тільки протягом ХХ ст., проте носії цієї мови перебували на території сучасного Косова ще за період Османської імперії. Наприклад, існують відомості щодо албаномовних груп, які зберігали свою мову, культуру й традиції.
Косово-метохійський діалект на фоні інших північногегських відзначається більше інноваціями, ніж архаїзмами.

## Сербська мова
Сербська мова є офіційно затвердженою державною в республіці на одному рівні з албанською, незважаючи на те, що користується нею 8 % населення. Найбільшим ареалом поширення є місця компактного проживання сербів на території Косова є Північне Косово.

## Мови національних меншин
З 1999 року після бомбардування НАТО в Югославії албанська мова стала домінуючою мовою в Косово, хоча рівний статус надається сербській, а особливий статус надається іншим мовам національних меншин. Законодавча база для захисту та поширення мов меншин застосовується відповідно до Рамкової конвенції про захист національних меншин та Європейської хартії регіональних мов або мов меншин, хоча країна не є членом Ради Європи. Проте брак політичної готовності дотримуватися законодавства від інститутів Косова та подальше відокремлення сербських та албанських спільнот перешкоджають фактичному користуванню правами мов меншин.
Асамблея Косова прийняла Закон про використання мов у 2006 році, завдяки якому косовські установи забезпечили однакове використання, як і албанської, так і сербської мов як офіційних у Косово. Інші мови також можуть отримати визнання на муніципальному рівні як офіційні мови, якщо мовне співтовариство становить принаймні 5 % від загальної чисельності населення муніципалітету. Крім того, закон про використання мов дає турецькій статус офіційної мови в муніципалітеті Призрен, незалежно від розміру існуючої турецької громади. Хоча і албанська, і сербська є офіційними мовами, державні службовці муніципалітету зобов'язані використовувати лише одну з них у професійній обстановці, і згідно з повідомленням комісії з питань мови в Косово від 2015 року, жодна організація не має всіх своїх документів обома мовами.